# Erich Fromm
Erich Seligmann Fromm (født 23. marts 1900, død 18. marts 1980) var en tysk jøde, der flygtede fra naziregimet og bosatte sig i USA. Han var socialpsykolog, psykoanalytiker, sociolog, humanistisk filosof og demokratisk socialist.
Fromm var både påvirket af Sigmund Freud og Karl Marx, og han regnes som en del af Frankfurterskolen. Flere af hans bøger er oversat til dansk.
Hans mest kendte bog er Kunsten at elske. Heri hævder Fromm at det at elske er en kunst, der skal læres for at man kan opleve sand kærlighed.

### Værker på tysk
- Das jüdische Gesetz. Ein Beitrag zur Soziologie des Diaspora-Judentums., Promotion, 1922. ISBN 3-453-09896-X
- Über Methode und Aufgaben einer analytischen Sozialpsychologie. Zeitschrift für Sozialforschung, Bd. 1, 1932, S. 28–54.
- Die psychoanalytische Charakterologie und ihre Bedeutung für die Sozialpsychologie. Zeitschrift für Sozialforschung, Bd. 1, 1932, S. 253–277.
- Sozialpsychologischer Teil. In: Studien über Autorität und Familie. Forschungsberichte aus dem Institut für Sozialforschung. Alcan, Paris 1936, S. 77–135.
- Zweite Abteilung: Erhebungen (Erich Fromm u.a.). In: Studien über Autorität und Familie. Forschungsberichte aus dem Institut für Sozialforschung. Alcan, Paris 1936, S. 229–469.
- Die Furcht vor der Freiheit, 1941 (In English, "Fear/Dread of Freedom"). ISBN 3-423-35024-5
- Psychoanalyse & Ethik, 1946. ISBN 3-423-35011-3
- Psychoanalyse & Religion, 1949. ISBN 3-423-34105-X (The Dwight H. Terry Lectureship 1949/1950)

### Værker på engelsk
- Escape from Freedom (U.S.), The Fear of Freedom (UK) (1941) ISBN 978-0-8050-3149-2
- Man for himself, an inquiry into the psychology of ethics (1947) ISBN 978-0-8050-1403-7
- Psychoanalysis and Religion (1950) ISBN 978-0-300-00089-4
- The Forgotten Language; an introduction to the understanding of dreams, fairy tales, and myths(1951) ISBN 978-0-03-018436-9
- The Sane Society (1955) ISBN 978-0-415-60586-1
- The Art of Loving (1956) ISBN 978-0-06-112973-5
- Sigmund Freud's mission; an analysis of his personality and influence (1959)
- Zen Buddhism and Psychoanalysis (1960) ISBN 978-0-285-64747-3
- May Man Prevail? An inquiry into the facts and fictions of foreign policy (1961) ISBN 978-0-385-00035-2
- Marx's Concept of Man (1961) ISBN 978-0-8264-7791-0
- Beyond the Chains of Illusion: my encounter with Marx and Freud (1962) ISBN 978-0-8264-1897-5
- The Dogma of Christ and Other Essays on Religion, Psychology and Culture (1963) ISBN 978-0-415-28999-3
- The Heart of Man, its genius for good and evil(1964) ISBN 978-0-06-090795-2
- Socialist Humanism (1965)
- You Shall Be as Gods: a radical interpretation of the Old Testament and its tradition (1966) ISBN 978-0-8050-1605-5
- The Revolution of Hope, toward a humanized technology (1968) ISBN 978-1-59056-183-6
- The Nature of Man (1968) ISBN 978-0-86562-082-7
- The Crisis of Psychoanalysis (1970) ISBN 978-0-449-30792-2
- Social character in a Mexican village; a sociopsychoanalytic study (Fromm & Maccoby) (1970) ISBN 978-1-56000-876-7
- The Anatomy of Human Destructiveness (1973) ISBN 978-0-8050-1604-8
- To Have or to Be? (1976) ISBN 978-0-8050-1604-8
- Greatness and Limitation of Freud's Thought(1979) ISBN 978-0-06-011389-6
- On Disobedience and other essays (1981) ISBN 978-0-8164-0500-8
- For the Love of Life (1986) ISBN 0-02-910930-2
- The Art of Being (1993) ISBN 978-0-8264-0673-6
- The Art of Listening (1994) ISBN 978-0-8264-1132-7
- On Being Human (1997) ISBN 978-0-8264-1005-4

### Værker på dansk
- Sjælsharmoni og moral (1965) Haases Facetbøger
- Det sunde samfund (1982). Hans Reitzels Forlag
- Flugten fra friheden (1991). Hans Reitzels Forlag
- Kunsten at elske (2019). Hans Reitzels Forlag